# Ernest W. Goodpasture

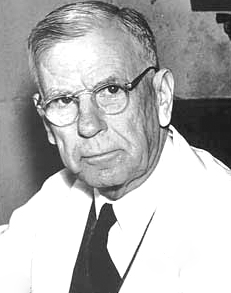
Ernest Goodpasture 1955

Ernest William Goodpasture (* 17. Oktober 1886 in Clarksville, Tennessee; † 20. September 1960 in Nashville, Tennessee) war ein US-amerikanischer Pathologe.
Goodpasture leistete Pionierarbeiten zum Wachstum von Viren, Bakterien und Rickettsien im Hühnerembryo und entwickelte Methoden, solches Wachstum zu stimulieren. Seine Studien haben zu einem besseren Verständnis der Wirt-Parasit-Beziehungen geführt und so neue Möglichkeiten zur Behandlung von Infektionskrankheiten eröffnet.

## Leben
Goodpasture erwarb an der Vanderbilt University in Nashville, Tennessee, einen Bachelor und 1912 den M.D. (als Abschluss des Medizinstudiums) an der Johns Hopkins University in Baltimore, Maryland. Anschließend arbeitete er bei William Henry Welch und George H. Whipple in der dortigen Pathologie, von 1912 bis 1914 als Rockefeller Fellow. Von 1915 bis 1917 arbeitete Goodpasture als Pathologe am Peter Bent Brigham Hospital in Boston, Massachusetts. 1917 wurde Goodpasture Assistant Professor für Pathologie an der Harvard University in Cambridge, Massachusetts. 1922 wurde er zum Leiter des William H. Singer Memorial Research Laboratory in Pittsburgh, Pennsylvania, berufen, bevor er 1924 Lehrstuhlinhaber für Pathologie an der Vanderbilt University in Nashville, Tennessee wurde. An der Medical School der Vanderbilt University wirkte er auch als Dekan. 1955 wurde er emeritiert, arbeitete aber noch als wissenschaftlicher Leiter der Pathologie des Armed Forces Institute of Pathology im Walter-Reed-Militärkrankenhaus in Washington, D.C.

## Wirken
1919 beschrieb Goodpasture eine Kombination einer Glomerulonephritis mit Lungenblutungen; die Erkrankung wurde später Goodpasture-Syndrom genannt. Außerdem ist nach ihm (und William George MacCullum) die McCullum-Goodpasture-Färbung benannt, eine Methode zur Anfärbung Gram-negativer Bakterien.
1931 entwickelte Goodpasture eine Methode um Viren und Rickettsien in Hühnerembryos zu kultivieren. Damit ermöglichte er die Herstellung von Impfstoffen gegen Windpocken, Pocken, Gelbfieber, Typhus, Rocky-Mountains-Fleckfieber und andere Krankheitserreger, die sich so anzüchten lassen.
1934 konnte Goodpasture (gemeinsam mit C. D. Johnsen) zeigen, dass Mumps durch ein filtrierbares Virus verursacht wird.
Weitere Arbeiten Goodpastures befassten sich mit der Bildung von Fibrinogen, mit hämorrhagischer Pankreatitis, Herpes simplex, Influenza, Frambösie, Tollwut und allgemeinen Fragen der Tumorbildung.
Von 1942 bis 1945 war Goodpasture Vize-Dekan und von 1945 bis 1950 Dekan der Vanderbilt University. Er gehörte zu den Herausgebern des American Journal of Pathology.

## Auszeichnungen (Auswahl)
- 1929/1930 Harvey Lecture[4]
- 1937 Mitglied der National Academy of Sciences
- 1939 Ehrendoktorat der Yale University
- 1941 Ehrendoktorat der University of Chicago
- 1943 Mitglied der American Philosophical Society[5]
- 1943 George M. Kober Medal
- 1946 Passano Award[1]
- 1950 Ehrendoktorat der Washington University
- 1955 Howard Taylor Ricketts Award[6]
- 1957 Ehrendoktorat der Tulane University, New Orleans[6]
- 1958 Jessie Stevenson Kovalenko Medal[7]

## Weiterführende Literatur
- J. R. Dawson: Ernest William Goodpasture. In: The American journal of pathology. Band 38, Februar 1961, S. 125–126, ISSN 0002-9440. PMID 13720324. PMC 1945009 (freier Volltext).
- Esmond R. Long: Ernest William Goodpasture 1886–1960. In: Biographical Memoir. National Academy of Sciences, Washington 1965 (PDF, 1,5 MB)
- Robert D. Collins: Ernest William Goodpasture: Scientist, Scholar, Gentleman. Hillsboro 2002 ISBN 978-1-57736-251-7